# تاک دت تاک (ترانه ریانا)
«تاک دت تاک» (انگلیسی: Talk That Talk) یک ترانه از خواننده اهل باربادوس ریانا از آلبوم استودیویی خود با همین نام (۲۰۱۱) است. این ترانه با همراهی یک ورس رپ از خواننده رپ آمریکایی جی-زی است، که قبلاً در سال ۲۰۰۷ با ترانه «چتر» و در سال ۲۰۰۹ با «ران دیس تاون» با ریانا همکاری کرده بود. ترانه در ۱۷ ژانویه ۲۰۱۲ توسط دف جم رکوردینگز و اس‌آرپی به عنوان سومین تک‌آهنگ از آلبوم منتشر شد.